# 曼努埃尔·罗德里格斯爱国运动
曼努埃尔·罗德里格斯爱国运动（西班牙語：Movimiento Patriótico Manuel Rodríguez，缩写为MPMR）是智利的一个极左翼政治组织。1990年代初智利恢复民主后，先前反对奥古斯托·皮诺切特军事独裁政权的武装组织曼努埃尔·罗德里格斯爱国阵线的一些成员另建曼努埃尔·罗德里格斯爱国运动，转而从事合法的政治活动。2015年，该组织的成员建立政党“人民阵线”；2016年—2017年，“人民阵线”短暂拥有注册政党地位。